# Mosojane
Mosojane is een dorp in het district North-East in Botswana. De plaats telt 1210 inwoners (2011).